# オースゴールストラン

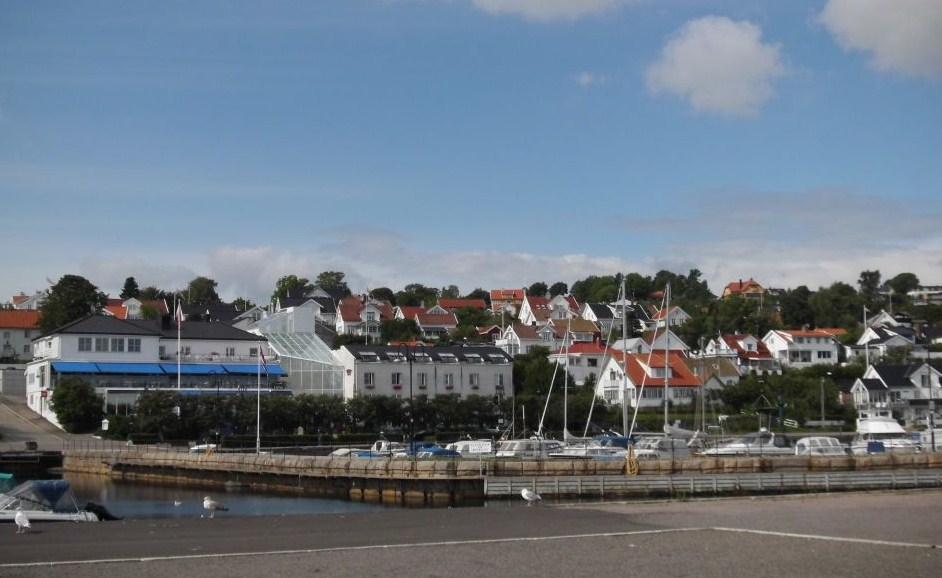
町並み

1950年から1965年まで使用されていた市章

オースゴールストラン (Åsgårdstrand) は、ノルウェー・ヴェストフォル県ホルテン基礎自治体にある町。古くは独立した自治体の名称でもあった。

## 概要
オスロ・フィヨルドの西岸にあり、オスロからは南に100km、ホルテンの町から10km南、トンスベルグから10km北に位置する。
2007年以降、観光都市の指定を受けている。これにより、海沿いの商店主は、週の全日店を開くことが許される。観光都市の指定を受けるためには、観光客の数が住民の数を大幅に上回る必要がある。
アート・ギャラリー、ホテル、小売店、カフェ、銀行、パブなどがある。夏季限定のバーやレストランなどもある。小学校が1校、幼稚園がいくつかある。
毎年6月には、夏至を祝って、海辺で花火大会が催される。

## 地名
Åsgård農場（古ノルド語形はÁsgarðr）に属する浜（strand）という意味である。農場名のうちásは山の尾根という意味であり、garðrは農場という意味である。

## 歴史

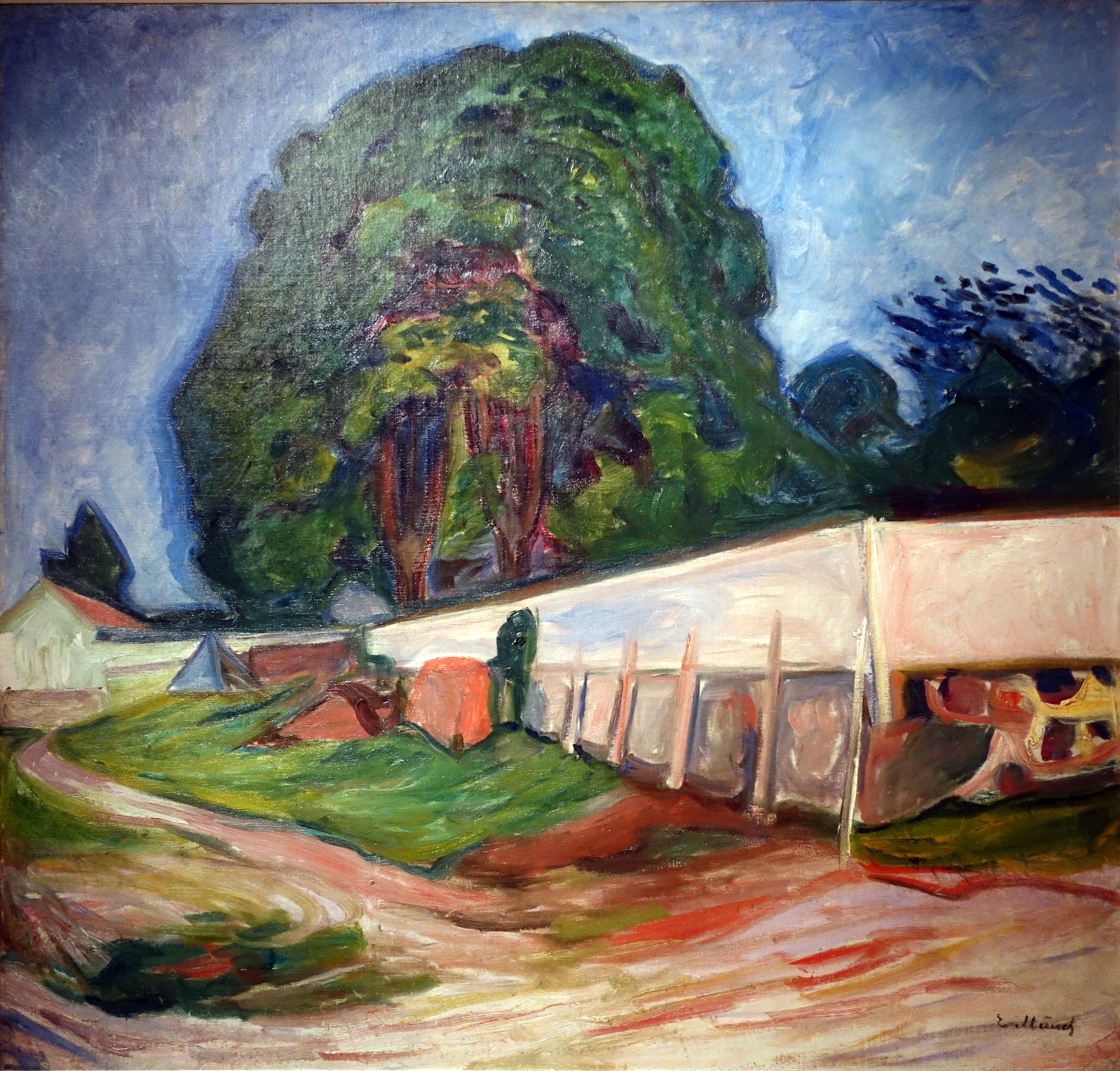
エドヴァルド・ムンク『夏の夜のオースゴールストラン』（1904年）。

オースゴールストランは、1650年からトンスベルグに属する商業中心地であり、1660年からはHolmestrandに属した。19世紀初頭からは、オランダなどへの材木の輸出港として栄えた。しかし、帆船時代の終わりに伴い、衰えた。
1837年、基礎自治体として成立した。初代首長は、商人・船主のAnders Riddervoldであった。
次第に、画家・芸術家が集まるようになり、1880年代からは、エドヴァルド・ムンク、クリスチャン・クローグ、ハンス・ヘイエルダールなど、世界的に有名な画家たちが、ここを訪れたり、住んだりするようになった。芸術家たちにとっては、デンマークのスカーゲンと並んで人気の土地となった。
1920年代から、レジャー、レクリエーションの場所として人気が高まった。国内外から富裕層が訪れた。
1965年1月1日、オースゴールストラン自治体と、当時のBorre自治体ほかが統合されて、Borre基礎自治体となった。合併の時点で、オースゴールストラン自治体の人口は、わずか488人であり、ノルウェーで最小の基礎自治体であった。

## 著名な人物
- Hans Anton Apeness (1842–1930) オースゴールストラン出身の材木商。フランス・カレーに、彼の名前を冠した通りがある。
- Einar Thorstein Diesen (1894–1962) オースゴールストラン出身のキャスター。
- Jahn Ekenæs (1847–1920) オースゴールストランに住んだ画家。
- Øivin Holst Grimsgaard (1900–1989) オースゴールストラン生まれの建築家。
- Hans Heyerdahl (1857–1913) オースゴールストランに住んだ画家。
- Jens Kristensen (1975–) オースゴールストラン生まれのイラストレーター。
- Per Lasson Krohg (1889–1965) オースゴールストラン生まれの画家。
- Ingerid Paulsen Kuiters (1939–) オースゴールストラン在住のイラストレーター。
- Svein Døvle Larssen (1928–) 地元紙Tønsbergs Bladの前編集者。
- エドヴァルド・ムンク (1863–1944) オースゴールストランのサマーハウスで過ごした画家。
- Ola Abrahamsson (1883–1980) オースゴールストランのサマーハウスで過ごした画家。オースゴールストランに、彼の名前を冠した通りがある。
- Nils Johan Semb (1959–) 1998年から2003年まで、ノルウェーのナショナル・サッカー・チームのヘッド・コーチ。オースゴールストラン在住。